# Tereza Cabarrus

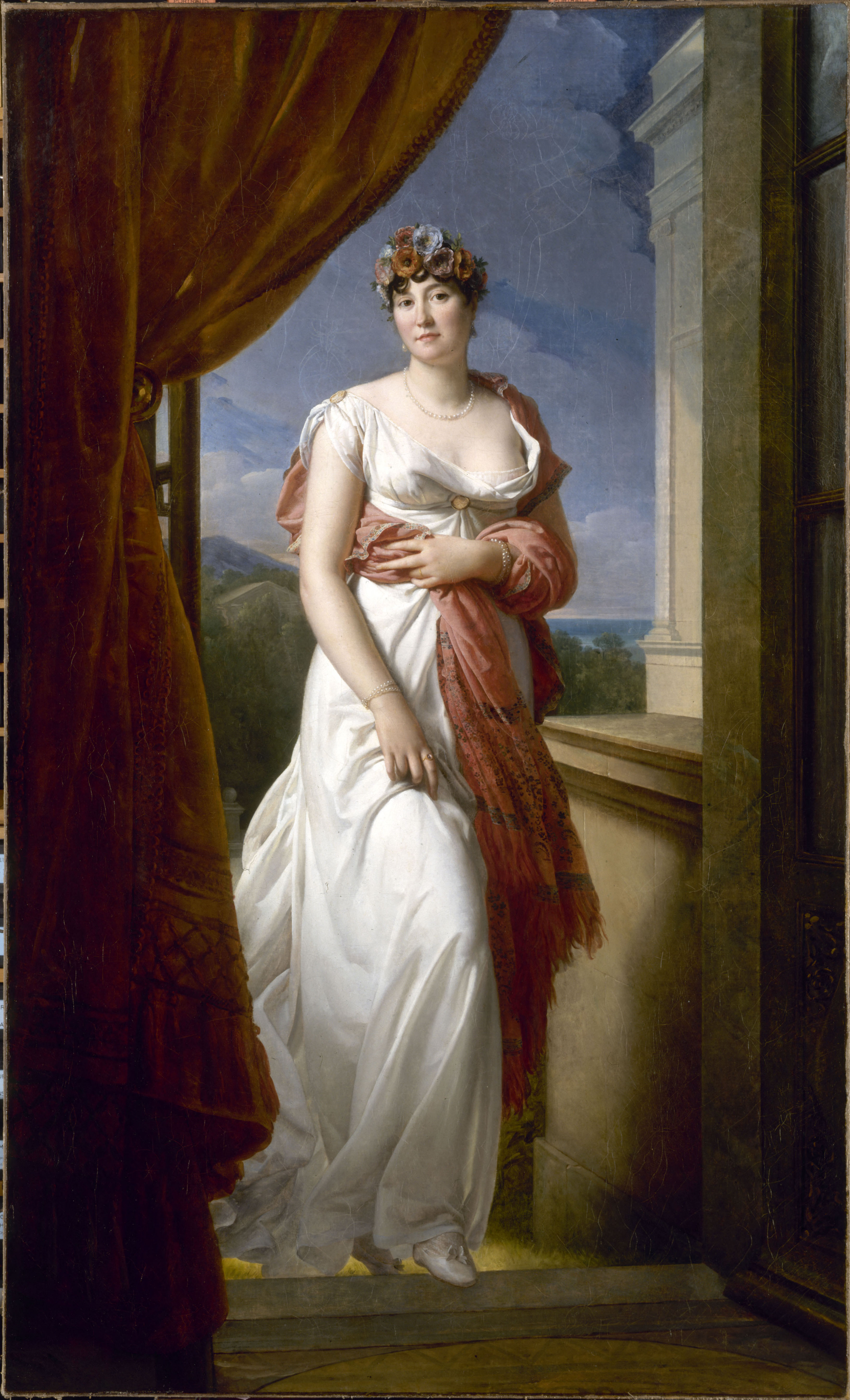
Portret realizat de François Pascal Simon Gérard

Tereza Cabarrus (Thérésa Tallien sau Madame Tallien) (n. 31 iulie 1773, Carabanchel Alto⁠(d), Madrid Province⁠(d), Spania – d. 15 ianuarie 1835, Chimay, Valonia, Belgia) a fost o figură emblematică a revoluției franceze. Mai târziu a devenit prințesă de Chimay.

## Copii
Tereza a născut zece copii cu diferiți soți și amanți. Primul copil născut a fost fiul ei, Antoine François Julien Théodore Denis Ignace de Fontenay (1789-1815), urmat de fiica sa, Rose Thermidor Thérésa Tallien (1795-1862). 
A avut un copil cu Barras, născut în 1797, dar a murit la naștere.
Ouvrard presupune că a fost tatăl a patru dintre copiii ei, născut în timpul căsătoriei lui cu Tallien:
1. Clemence Isaure Tereza (1800-1884), căsătorită cu colonelul Hyacinthe Devaux.
2. Jules Adolphe Edouard, Doctor Carabbus (1801-?), căsătorit cu Harriet Kirkpatrick.
3. Clarisse Tereza (1802-?), căsătorită cu Achille Ferdinand Brunetiere în 1826.
4. Auguste Stéphane Coralie Tereza (1803-?), căsătorită cu Amédée Ferdinand Moissan de Vaux, fiul Baronului de Vaux, în 1822.

Ea și Riquet au avut trei copii împreună:
1. Joseph-Philippe (1808-1886), al 17-lea Prinț de Chimay, Prinț de Caraman
2. Michel Gabriel Alphonse Ferdinand (1810-1865) - tatăl lui Marie-Clotilde-Elisabeth Louise de Riquet, contesă de Mercy-Argenteau
3. Marie Auguste Louise Tereza Valentine (1815-1876)